# St. Charles Borromeo Roman Catholic Church (Detroit)

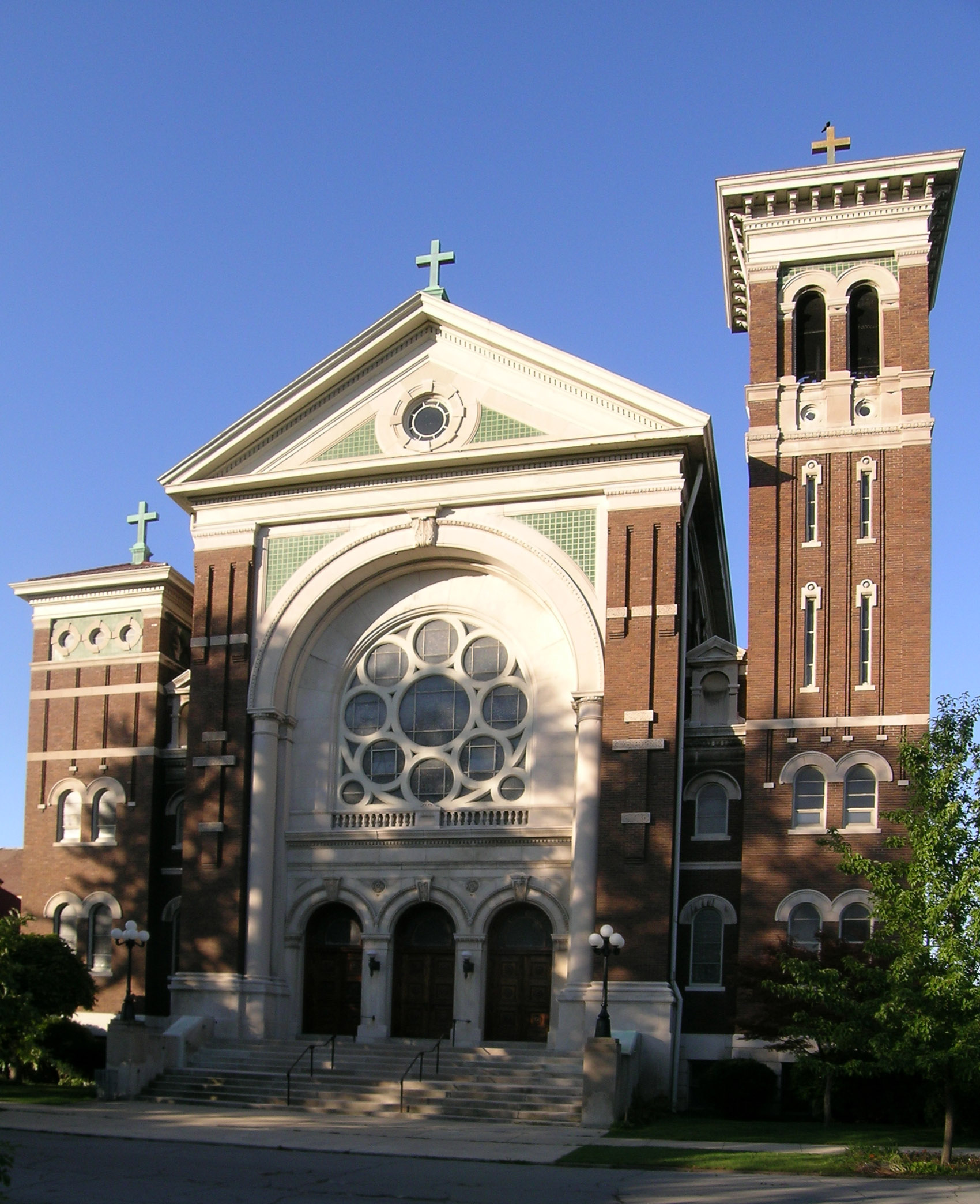
St. Charles Borromeo Roman Catholic Church in Detroit, Michigan.

St. Charles Borromeo Roman Catholic Church ist eine Kirche an der Ecke von Baldwin Avenue und St. Paul Avenue in Detroit, Michigan.

## Geschichte
Ende der 1850er Jahre wanderten belgische Katholiken in die Gegend von Detroit ein und ließen sich in den östlichen Stadtvierteln Gratiot und Baldwin nieder. Eine Kirchengemeinde wurde 1886 Karl Borromäus gewidmet. Eine in Holzständerbauweise errichtete Kirche wurde bald erweitert, und als Detroit wuchs, weitete sich auch dir Kirchengemeinde aus. Zu den belgischen Einwanderern gesellten sich französische, deutsche, irische, schottische und englische. 1920 gehörten mehr als 3000 Einwohner zur Gemeinde.
Das zweistöckige Pfarrgebäude mit der angeschlossenen Schule wurde 1912 durch Van Leyen & Schilling geplant und erbaut. 1918 erhielt Peter Dederichs den Auftrag, ein „Bauwerk im neuromanischen Stil für eine religiöse Verwendung“ zu bauen. Bereits vier Jahre nach der Fertigstellung wurde der Bau erweitert, um den Bedürfnissen der wachsenden Kirchengemeinde Genüge zu tun.
Die Kirche ist bis heute in Verwendung, obwohl sich die Gemeinde verändert hat. Das Pfarrgebäude erfüllt noch seine ursprüngliche Funktion, das Schulhaus ist jedoch an die Church of the Messiah vermietet.

## Beschreibung
Der Komplex besteht aus vier Gebäuden, von denen drei historisch signifikant sind: die Kirche selbst, das Pfarrhaus und die Schule.
Die Kirche ist aus rot-braunen Backsteinen erbaut, die auf einem Sockel auf weißen Bedford-Stein sitzen, die Verzierungen sind aus demselben Stein. Die Kirche hat einen kreuzförmigen Grundriss; sie ist 28 m breit und 55 m lang. Das Design der Kirche ist ein neuromanisch mit Elementen des Arts and Crafts. Die Vorderfront wird von zwei asymmetrisch angeordneten Türmen mit roten Dachziegeln flankiert. Der Eingang befindet sich in einem zweistöckigen Gebäudeteil mit Torbogen und Säulen auf beiden Seiten, darüber befindet sich eine Rosette. In den Zwickeln oberhalb des Eingangstorbogens sind ebenfalls Rosetten eingebaut, grüne Ziegel füllen die Zwickel und Giebeldreiecke der Front und der Seitenfassaden aus. Die dekorativen Backsteinpilaster um den zentralen Bogen sind vom Prairie Style oder der Architektur des Arts and Crafts abgeleitet. 
Der Hochaltar ist im Barockstil gestaltet. Die Orgel ist zweigeteilt, um die Fensterrosette freizuhalten und befindet sich oberhalb des Haupteingangs.
Schule und Pfarrhaus wurden im Prairie Style mit einigen Elementen der Byzantinischen Architektur gestaltet.